# Pontus Olsson (skidskytt)
För andra betydelser, se Pontus Olsson.
Pontus Olsson, född 8 mars 1988 i Boden, Sverige, är en svensk skidskytt.

## Karriär
Olsson tillhör det svenska utvecklingslaget och kör mest i IBU-cupen, men debuterade i världscupen säsongen 2009/2010 i Antholz på distansloppet där han slutade på plats 100. I IBU-cupen har han som bäst slutat 12:a, det vid en jaktstart i Torsby 2007. Olsson har tävlat i två juniorvärldsmästerskap, 2007 och 2008. Hans bästa resultat i JVM är från distansen i Martell-Val Martello 2007 då han slutade 40:e.